# Оркус (мифология)
О́ркус (Орк; лат. Orcus) — римский бог смерти. Вероятно, первоначально был одним из демонов или мелких божеств загробного мира у этрусков, впоследствии стал считаться правителем загробного мира. Позже образ Оркуса слился с другим богом, Диспатером, а ещё позднее оба этих божества окончательно растворились в образе бога Плутона, римского аналога греческого Гадеса (Аида).
Этруски изображали Оркуса в виде бородатого демона, покрытого шерстью и иногда крылатого; этот дух уносил человеческие души в загробный мир. Вероятные древнейшие формы имени этого божества — Uragus и Urgus, означающие «надсмотрщик» или «погонщик», однако эта этимология представляется достаточно сомнительной.
В честь Оркуса назван открытый в 2004 году крупный транснептуновый объект (карликовая планета) (90482) Орк.
Также, в честь Оркуса назван один из наиболее известных журналов, ориентированных на представителей готической субкультуры, издающийся в Германии.